# Arne Schmiegelow
Arne Schmiegelow (født 24. juli 1894 i København, død 5. februar 1961) var en dansk skibsreder.
Han var søn af direktør i Østasiatisk Kompagni Christian Schmiegelow og hustru Thyra Ingeborg f. Meyer, blev student 1913 og uddannet i rederivirksomheder i Tyskland, England og Frankrig. Han indtrådte i Dampskibsselskabet Torm 1917, blev prokurist 1921 og var reder for samme selskab 1922-1950.
Han var medlem af bestyrelsen for Dampskibsselskabet Torm fra 1950, formand 1950-1955 og medlem af bestyrelsen for De Baltiske Assurandører fra 1922.
I 1927 lod han en stor villa opføre på Bernstorffsvej 30 i Hellerup ved arkitekterne Curt von Lüttichau og Alfred Skjøt-Pedersen. Villaens have er siden udstykket og villaen er nu Vietnams ambassade.